# N681 (België)
De N681 is een gewestweg in de Belgische provincie Luik. De weg verbindt de N62 E421 in Malmedy met de N676 in Robertville. De route heeft een lengte van ongeveer 9 kilometer.
De weg loopt onder andere over de stuwdam van het stuwmeer van Robertville.

## Plaatsen langs de N681
- Malmedy
- Chôdes
- G'doumont
- Walk
- Robertville